# Cyan
 Der er for få eller ingen kildehenvisninger i denne artikel, hvilket er et problem. Du kan hjælpe ved at angive troværdige kilder til de påstande, som fremføres i artiklen.

Cyan (sy'an) er en farve med bølgelængder mellem 500 og 520 nm, svarende til frekvenser mellem 600 og 580 THz.
Farven er en af de tre primærfarver i CMYK-farvesystemet. Den minder meget om turkisblå, men er ikke helt den samme farve.